# Rozporządzenie wykonawcze (Stany Zjednoczone)
Rozporządzenie wykonawcze – rodzaj rozporządzenia wydawanego przez prezydenta Stanów Zjednoczonych w celu umożliwienia urzędnikom i agencjom rządowym podjęcia działania w trybie natychmiastowym. Rozporządzenia wykonawcze uzyskują pełną moc prawną w momencie złożenia podpisu przez prezydenta.
W przeciwieństwie do zwykłej uchwały nie wymaga głosowania w Kongresie Stanów Zjednoczonych. Kongres może uchwalić ustawę unieważniającą lub zastępującą rozporządzenie, jednak taka ustawa podlega prawu prezydenckiego weta. Może zostać unieważnione przez Sąd Najwyższy, jeśli jest sprzeczne z konstytucją. Zdecydowana większość rozporządzeń wykonawczych jest proponowana przez różnego rodzaju agencje federalne i przedkładana prezydentowi do rozpatrzenia.

## Liczba rozporządzeń wykonawczych użytych przez poszczególnych prezydentów
Z wyjątkiem Williama Henry’ego Harrisona, który umarł miesiąc po objęciu urzędu, każdy prezydent wydał przynajmniej jedno rozporządzenie wykonawcze. Najwięcej (ponad 3,5 tys.) wydał ich najdłużej urzędujący prezydent Stanów Zjednoczonych, Franklin Delano Roosevelt. Początkowo z tej możliwości korzystano tylko w wyjątkowych sytuacjach. Od czasów Abrahama Lincolna każdy prezydent wydawał średnio ponad 10 rozporządzeń wykonawczych rocznie.
| Prezydent                 | Lata urzędowania        | Całkowita liczba wydanych rozporządzeń wykonawczych | Średnia liczba wydanych rozporządzeń wykonawczych rocznie |
| ------------------------- | ----------------------- | --------------------------------------------------- | --------------------------------------------------------- |
| George Washington         | 1789 – 1797             | 8                                                   | 1,0                                                       |
| John Adams                | 1797 – 1801             | 1                                                   | 0,3                                                       |
| Thomas Jefferson          | 1801 – 1809             | 4                                                   | 0,5                                                       |
| James Madison             | 1809 – 1817             | 1                                                   | 0,1                                                       |
| James Monroe              | 1817 – 1825             | 1                                                   | 0,1                                                       |
| John Quincy Adams         | 1825 – 1829             | 3                                                   | 0,8                                                       |
| Andrew Jackson            | 1829 – 1837             | 12                                                  | 1,5                                                       |
| Martin van Buren          | 1837 – 1841             | 10                                                  | 2,5                                                       |
| William Henry Harrison    | 1841 – 1841             | 0                                                   | 0,0                                                       |
| John Tyler                | 1841 – 1845             | 17                                                  | 4,3                                                       |
| James Knox Polk           | 1845 – 1849             | 18                                                  | 4,5                                                       |
| Zachary Taylor            | 1849 – 1850             | 5                                                   | 3,7                                                       |
| Millard Fillmore          | 1850 – 1853             | 12                                                  | 4,5                                                       |
| Franklin Pierce           | 1853 – 1857             | 35                                                  | 8,8                                                       |
| James Buchanan            | 1857 – 1861             | 16                                                  | 4,0                                                       |
| Abraham Lincoln           | 1861 – 1865             | 48                                                  | 11,7                                                      |
| Andrew Johnson            | 1865 – 1869             | 79                                                  | 20,3                                                      |
| Ulysses S. Grant          | 1869 – 1877             | 217                                                 | 27,1                                                      |
| Rutherford Hayes          | 1877 – 1881             | 92                                                  | 23,0                                                      |
| James Garfield            | 1881 – 1881             | 6                                                   | 10,9                                                      |
| Chester Arthur            | 1881 – 1885             | 96                                                  | 27,8                                                      |
| Grover Cleveland          | 1885 – 1889 1893 – 1897 | 253                                                 | 31,6                                                      |
| Benjamin Harrison         | 1889 – 1893             | 143                                                 | 35,8                                                      |
| William McKinley          | 1897 – 1901             | 185                                                 | 40,8                                                      |
| Theodore Roosevelt        | 1901 – 1909             | 1081                                                | 144,7                                                     |
| William Howard Taft       | 1909 – 1913             | 724                                                 | 181,0                                                     |
| Woodrow Wilson            | 1913 – 1921             | 1803                                                | 225,4                                                     |
| Warren G. Harding         | 1921 – 1923             | 522                                                 | 216,6                                                     |
| Calvin Coolidge           | 1923 – 1929             | 1203                                                | 215,2                                                     |
| Herbert Hoover            | 1929 – 1933             | 968                                                 | 242,0                                                     |
| Franklin Delano Roosevelt | 1933 – 1945             | 3522                                                | 307,0                                                     |
| Harry S. Truman           | 1945 – 1953             | 907                                                 | 116,6                                                     |
| Dwight D. Eisenhower      | 1953 – 1961             | 484                                                 | 60,5                                                      |
| John F. Kennedy           | 1961 – 1963             | 214                                                 | 75,4                                                      |
| Lyndon B. Johnson         | 1963 – 1969             | 325                                                 | 62,9                                                      |
| Richard Nixon             | 1969 – 1974             | 346                                                 | 62,3                                                      |
| Gerald R. Ford            | 1974 – 1977             | 169                                                 | 69,0                                                      |
| Jimmy Carter              | 1977 – 1981             | 320                                                 | 80,0                                                      |
| Ronald Reagan             | 1981 – 1989             | 381                                                 | 47,6                                                      |
| George H.W. Bush          | 1989 – 1993             | 166                                                 | 41,5                                                      |
| Bill Clinton              | 1993 – 2001             | 308                                                 | 45,5                                                      |
| George W. Bush            | 2001 – 2009             | 291                                                 | 36,4                                                      |
| Barack Obama              | 2009 – 2017             | 276                                                 | 34,5                                                      |
| Donald Trump              | 2017 – 2021             | 220                                                 | 55                                                        |
| Joe Biden                 | 2021 – 2025             | 141 (stan na 20 sierpnia 2024)                      | 39                                                        |

1. ↑  Garfield pełnił urząd krócej niż rok, dlatego średnia liczba rozporządzeń jest w jego przypadku większa niż całkowita ich liczba.